# Ar-Pharazôn
Ar-Pharazôn, conocido también como El Dorado, es un personaje ficticio del legendarium del escritor J. R. R. Tolkien, que aparece en su novela El Silmarillion. Era un dúnadan, hijo de Gimilkhâd y sobrino del Rey Tar-Palantir. Nació en el año 3118 de la Segunda Edad del Sol con el nombre de Calion, que en quenya significa ‘hijo de la Luz’ . Tras la muerte de su tío en el año 3255 S. E., Ar-Pharazôn desposa por la fuerza a su prima Tar-Míriel, única hija de Tar-Palantir y por tanto heredera del trono. Así, usurpó el trono tomando el nombre de Ar-Phârazon y se convirtió en el rey más orgulloso de Númenor. 
Apresó a Sauron y lo llevó a Númenor, en donde el Maia oscuro lo persuadió para que hiciera la guerra a los Valar. Al llegar con sus flotas a Valinor, los Ainur recurrieron a Ilúvatar. Este enterró para siempre los ejércitos de Ar-Phârazon bajo una montaña derrumbada, donde se dice que permanecerán hasta la Dagor Dagorath. Después anegó Númenor apresando a Sauron en él, y provocándole la pérdida de su bello cuerpo, quitándole así el poder de seducción con el que tantas veces había engañado a los Hijos de Ilúvatar.